# Daniel Azulay
Daniel Azulay (Río de Janeiro, 30 de mayo de 1947-Ibidem., 27 de marzo de 2020) fue un artista visual, dibujante de cómics y educador brasileño, con un amplio y diverso desempeño en la prensa y en la televisión como delineante. Es más conocido por la franquicia infantil Turma do Lambe-Lambe.

## Biografía
Azulay nació en Río de Janeiro y se crio en Ipanema. Era de origen judío y el hijo menor del abogado Fortunato y Clarita, quien dibujó un diseño clásico en París.
En 1968, creó la tira de periódico Capitão Cipó, publicada en el periódico Correio da Manhã, Capitão Cipó fue una parodia sobre la revolución sexual y es visualmente un poco similar a las famosas novelas gráficas pop art Jodelle y Pravda de Guy Peellaerts. En 1975, lanzó Turma do Lambe-Lambe. Fue un precursor en 1975, presentando programas educativos e inteligentes de televisión para niños durante diez años seguidos. Azulay tuvo una influencia constructiva en la generación de 1980 que aprendió de él a diseñar, construir juguetes a partir de chatarra doméstica y la importancia del reciclaje y la sostenibilidad en defensa del medio ambiente.
Viajó por el mundo exhibiendo, dando conferencias y conduciendo talleres sobre arte, educación y responsabilidad social. Galardonado en Brasil y en el extranjero, sus obras de arte contemporáneo forman parte de la colección de colecciones privadas y grandes empresas. En 2009, enseñó a dibujar en videos para el sitio web de UOL, hizo especiales para Canal Futura e incluso participó en TV Rá-Tim-Bum.
En 2013, lanzó el sitio web de Diboo (www.diboo.com.br), un curso de dibujo en línea para niños.

## Muerte
Daniel murió el 27 de marzo de 2020 en Río de Janeiro, después de haber estado hospitalizado durante dos semanas en la Clínica São Vicente (en Río de Janeiro) debido a una leucemia. Allí, contrajo COVID-19 y murió de complicaciones causadas por la enfermedad.